# Tożsamość Brahmagupty
Tożsamość Brahmagupty – tożsamość algebraiczna, z której wynika, że iloczyn dwóch liczb postaci {\displaystyle a^{2}+nb^{2}} również jest tej postaci. Innymi słowy, zbiór liczb postaci {\displaystyle a^{2}+nb^{2}} jest zamknięty ze względu na mnożenie. Tożsamość Brahmagupty orzeka, że
|  |  | {\displaystyle {\begin{aligned}\left(a^{2}+nb^{2}\right)\left(c^{2}+nd^{2}\right)&{}=\left(ac-nbd\right)^{2}+n\left(ad+bc\right)^{2}&&&(1)\\&{}=\left(ac+nbd\right)^{2}+n\left(ad-bc\right)^{2}.&&&(2)\end{aligned}}} |

Obie równości łatwo zweryfikować, podnosząc wszystkie wyrażenia do kwadratu i redukując wyrazy podobne.
Po przyjęciu w powyższym wzorze {\displaystyle n=1} otrzymujemy tożsamość Fibonacciego, nazywaną także tożsamością Diofantosa. Stwierdza ona, że iloczyn dwóch liczb, z których każda jest sumą dwóch kwadratów, również jest sumą dwóch kwadratów
|  |  | {\displaystyle {\begin{aligned}\left(a^{2}+b^{2}\right)\left(c^{2}+d^{2}\right)&{}=\left(ac-bd\right)^{2}+\left(ad+bc\right)^{2}\\&{}=\left(ac+bd\right)^{2}+\left(ad-bc\right)^{2}.\end{aligned}}} |

Tożsamość Fibonacciego stanowi szczególny przypadek tożsamości Lagrange’a {\displaystyle (n=2).}
Tożsamość Brahmagupty jest prawdziwa dla liczb całkowitych, wymiernych, rzeczywistych i ogólnie, dla dowolnego pierścienia przemiennego.
Tożsamość ta jest stosowana w teorii liczb, przy założeniu, że liczby {\displaystyle a,b,c,d} i {\displaystyle n} są całkowite. Wraz z twierdzeniem Fermata o sumie dwóch kwadratów jest używana do udowodnienia, że liczba całkowita jest sumą dwóch kwadratów wtedy i tylko wtedy, gdy wszystkie liczby pierwsze postaci {\displaystyle 4k+3} występują w jej rozkładzie na czynniki pierwsze z parzystym wykładnikiem.

## Historia
Tożsamość po raz pierwszy pojawia się w Arytmetyce Diofantosa (III, 19). Została ponownie odkryta przez Brahmaguptę (598–668), indyjskiego matematyka i astronoma, który uogólnił ją i używał do badań równań błędnie nazywanych równaniami Pella. Jego Brahmasphutasiddhanta została przetłumaczona z Sanskrytu na arabski przez Mohammada al-Fazariego, a potem na łacinę w 1126. Tożsamość pojawia się później w książce Fibonacciego Liber quadratorum z 1225 roku.

## Związek z liczbami zespolonymi
Jeśli {\displaystyle a,\ b,\ c,} i {\displaystyle d} są liczbami rzeczywistymi, tożsamość Fibonacciego jest równoważna multiplikatywności modułu w ciele liczb zespolonych:
{\displaystyle |a+bi|\ |c+di|=|(a+bi)(c+di)|}
Ponieważ
{\displaystyle |a+bi|\ |c+di|=|(ac-bd)+i(ad+bc)|,}
więc po podniesieniu obu stron do kwadratu,
{\displaystyle |a+bi|^{2}|c+di|^{2}=|(ac-bd)+i(ad+bc)|^{2}}
i po zastosowaniu definicji modułu, otrzymamy:
{\displaystyle (a^{2}+b^{2})(c^{2}+d^{2})=(ac-bd)^{2}+(ad+bc)^{2}.}

## Zastosowanie do rozwiązywania równań Pella
Brahmagupta zastosował odkrytą tożsamość do rozwiązania konkretnego równania Pella: {\displaystyle x^{2}-Ny^{2}=1.} Używając tożsamości w ogólniejszej postaci:
{\displaystyle (x_{1}^{2}-Ny_{1}^{2})(x_{2}^{2}-Ny_{2}^{2})=(x_{1}x_{2}+Ny_{1}y_{2})^{2}-N(x_{1}y_{2}+x_{2}y_{1})^{2},}
Brahmagupta był w stanie połączyć trójki {\displaystyle (x_{1},y_{1},k_{1})} i {\displaystyle (x_{2},y_{2},k_{2}),} będące rozwiązaniami {\displaystyle x^{2}-Ny^{2}=k,} aby otrzymać nową trójkę
{\displaystyle (x_{1}x_{2}+Ny_{1}y_{2}\,,\,x_{1}y_{2}+x_{2}y_{1}\,,\,k_{1}k_{2}).}
Metoda ta nie tylko pozwoliła na otrzymanie nieskończenie wielu rozwiązań równania {\displaystyle x^{2}-Ny^{2}=1} przy użyciu tylko jednego rozwiązania, ale także na uzyskanie całkowitych, lub „prawie całkowitych” wyników, poprzez podzielenie otrzymanej trójki liczb przez {\displaystyle k_{1}k_{2}.} Ogólna metoda rozwiązywania równań Pella (tzw. metoda ćakrawala) została znaleziona przez Bhaskarę II w 1150 i bazowała ona na tożsamości Brahmagupty.